# Imperata flavida
Imperata flavida är en gräsart som beskrevs av Sylvia Mabel Phillips och Shou Liang Chen. Imperata flavida ingår i släktet Imperata och familjen gräs.
Artens utbredningsområde är Hainan (Kina). Inga underarter finns listade i Catalogue of Life.